# Ray (Dakota del Norte)
Ray es una ciudad ubicada en el condado de Williams en el estado estadounidense de Dakota del Norte. En el censo de 2010 tenía una población de 592 habitantes y una densidad poblacional de 218,94 personas por km².

## Geografía
Ray se encuentra ubicada en las coordenadas 48°20′34″N 103°9′42″O / 48.34278, -103.16167. Según la Oficina del Censo de los Estados Unidos, Ray tiene una superficie total de 2.7 km², de la cual 2.61 km² corresponden a tierra firme y (3.45%) 0.09 km² es agua.

## Demografía
Según el censo de 2010, había 592 personas residiendo en Ray. La densidad de población era de 218,94 hab./km². De los 592 habitantes, Ray estaba compuesto por el 95.95% blancos, el 0% eran afroamericanos, el 2.53% eran amerindios, el 0.34% eran asiáticos, el 0% eran isleños del Pacífico, el 0% eran de otras razas y el 1.18% pertenecían a dos o más razas. Del total de la población el 1.01% eran hispanos o latinos de cualquier raza.